# دان روان
دان روان (بالإنجليزية: Dan Rowan)‏ هو ممثل أمريكي، ولد في 22 يوليو 1922 في الولايات المتحدة، وتوفي بنفس المكان في 22 سبتمبر 1987. من الجوائز التي نالها وسام القلب الأرجواني وصليب الطيران المتميز ونوط الجو.

## جوائز
- وسام القلب الأرجواني
- صليب الطيران المتميز
- نوط الجو

## وصلات خارجية
- دان روان على موقع IMDb (الإنجليزية)
- دان روان على موقع الموسوعة البريطانية (الإنجليزية)
- دان روان على موقع ميوزك برينز (الإنجليزية)
- دان روان على موقع أول موفي (الإنجليزية)
- دان روان على موقع إن إن دي بي (الإنجليزية)
- دان روان على موقع قاعدة بيانات الفيلم (الإنجليزية)
- دان روان على موقع كينوبويسك (الروسية)